# Alf Khumalo
Alf Khumalo (* 5. September 1930 in Alexandra, Johannesburg; † 21. Oktober 2012 in Soweto, Johannesburg; eigentlich Alfred Khumalo bzw. Alfred Kumalo) war ein südafrikanischer Fotograf, der mit Schwarz-Weiß-Fotos aus der Zeit der Apartheid bekannt wurde. Er war mit Nelson Mandela befreundet und begleitete dessen politische Karriere fotografisch ebenso wie den Kampf des African National Congress gegen die weiße Minderheitsregierung in Südafrika. Er wurde dafür vom Apartheidsregime verfolgt und auch verhaftet.
Khumalo war im Bereich der Fotografie Autodidakt und erhielt dennoch zahlreiche Preise. In den 1950er-Jahren arbeitete er für das Magazin Drum, das für eine schwarze Leserschaft produziert wurde, für die Bantu World und die Golden City Post. In Südafrika wurde er auch „Bra Alf“ genannt. In seinen letzten Lebensjahren gab er sein Wissen an einer Fotografieschule weiter, in Soweto erhielt er sein eigenes Museum, das Alfred Khumalo Museum.

## Auszeichnungen
- 2004 – Südafrikas Order of Ikhamanga in Silver, verliehen für „seine Beiträge zu Dokumentarfotografie und Journalismus in Südafrika“ (his excellent contribution to documentary photography and journalism in South Africa.)[4]
- 2005 – Nat Nakasa Award for Media Integrity des Südafrikanischen Herausgeberforums für „seinen couragierten Journalismus während seiner gesamten Karriere“.

## Werke
- Mandela: echoes of an era. Text von Es’kia Mphahlele. Penguin Books, 1990, ISBN 0-14-014316-5.
- Alf Kumalo: South African Photographer. Itala Vivan und Alf Kumalo. Leonardo arte, ISBN 88-7813-384-1.